# Suberanthus neriifolius
Suberanthus neriifolius är en måreväxtart som först beskrevs av Achille Richard, och fick sitt nu gällande namn av Attila L. Borhidi och M.Fernández Zeq.. Suberanthus neriifolius ingår i släktet Suberanthus och familjen måreväxter.
Artens utbredningsområde är Kuba. Inga underarter finns listade i Catalogue of Life.